# Pulau Bajau
Pulau Bajau est une île située à l'Ouest de l'île principale de Singapour. 

## Géographie
Pulau Bajau s'étend sur environ 550 m de longueur pour une largeur approximative de 500 m.